# Hagenow Land (stacja kolejowa)
Hagenow Land (niem: Bahnhof Hagenow Land) – stacja kolejowa w Schwanheide, w regionie Meklemburgia-Pomorze Przednie, w Niemczech. Jest to węzeł kolejowy, otwarty 15 października 1846. Znajduje się około 2,5 km od centrum miasta Hagenow.
Według klasyfikacji Deutsche Bahn posiada kategorię 5.

## Linie kolejowe
- Berlin – Hamburg
- Hagenow Land – Schwerin
- Hagenow Land – Bad Oldesloe